# Mehrin (Kalbe)
Mehrin ist ein Ortsteil der Ortschaft Vienau und der Stadt Kalbe (Milde) im Altmarkkreis Salzwedel in Sachsen-Anhalt.

## Geographie
Mehrin, ein kurzes Straßendorf mit Kirche, liegt etwa elf Kilometer nordöstlich der Stadt Kalbe (Milde) auf dem Kalbeschen Werder in der Altmark.

## Geschichte

### Mittelalter bis Neuzeit
Mehrin wird erstmals 1324 als Marin erwähnt, als Hans und Heinecke von Kröcher das Schloss Kalbe mit den zugehörigen Dörfern an Albrecht von Alvensleben verkauften. Weitere Nennungen sind: 1441 zcu merin, 1541 Merin und 1687 Merin.
Moritz Wilhelm Heffter, der Bearbeiter des Namensverzeichnisses zum Codex diplomaticus Brandenburgensis, ordnete im Jahre 1868 weitere Ortsnamen dem Dorf Mehrin zu: Morin, Merrin und Merryn. Dadurch wird die Angabe Her Christianus Pferrer to Morin in einer 1318 in Tangermünde ausgestellten Urkunde auch als erste urkundliche Erwähnung des Ortes interpretiert.

### Eingemeindungen
Ursprünglich gehörte das Dorf zum Arendseeischen Kreis der Mark Brandenburg in der Altmark. Zwischen 1807 und 1813 lag der Ort im Kanton Kalbe auf dem Territorium des napoleonischen Königreichs Westphalen. Nach weiteren Änderungen gehörte die Gemeinde ab 1816 zum Landkreis Salzwedel.
Am 20. Juli 1950 wurde die Gemeinde Beese in die Gemeinde Mehrin eingemeindet. Am 25. Juli 1952 wurde Mehrin in den Kreis Kalbe (Milde) umgegliedert. Am 17. Oktober 1973 wurde Mehrin mit seinem Ortsteil Beese nach Vienau eingemeindet.
Am 1. Januar 2010 haben sich mehrere Gemeinden zusammen mit Vienau zur Einheitsgemeinde Stadt Kalbe (Milde) zusammengeschlossen. So kamen Mehrin und Beese am gleichen Tag als Ortsteile zur neuen Ortschaft Vienau und zur Stadt Kalbe (Milde).

### Einwohnerentwicklung
| Jahr | Einwohner |
| ---- | --------- |
| 1734 | 112       |
| 1774 | 085       |
| 1789 | 101       |
| 1798 | 112       |
| 1801 | 122       |
| 1818 | 135       |
| 1840 | 165       |
| 1864 | 179       |

| Jahr | Einwohner |
| ---- | --------- |
| 1871 | 179       |
| 1885 | 177       |
| 1892 | [00]179   |
| 1895 | 176       |
| 1900 | [00]146   |
| 1905 | 166       |
| 1910 | [00]185   |
| 1925 | 199       |

| Jahr | Einwohner |
| ---- | --------- |
| 1939 | 176       |
| 1946 | 286       |
| 1964 | 295       |
| 1971 | 270       |
| 2015 | 086       |
| 2016 | 087       |
| 2017 | 086       |
| 2018 | 083       |

| Jahr | Einwohner |
| ---- | --------- |
| 2020 | [00]76    |
| 2021 | [00]77    |
| 2022 | [0]75     |
| 2023 | [0]73     |

Quelle, wenn nicht angegeben, bis 1971 und 2015 bis 2018

## Religion
Die evangelische Kirchengemeinde Mehrin, die früher zur Pfarrei Mehrin gehörte, wird heute vom Pfarrbereich Fleetmark-Jeetze im Kirchenkreis Salzwedel im Bischofssprengel Magdeburg der Evangelischen Kirche in Mitteldeutschland betreut. Die ältesten überlieferten Kirchenbücher für Mehrin stammen aus dem Jahre 1714.
Die katholischen Christen gehören zur Pfarrei St. Anna in Stendal im Dekanat Stendal im Bistum Magdeburg.

## Kultur und Sehenswürdigkeiten
- Die evangelische Dorfkirche in Mehrin ist eine spätromanische Feldsteinkirche mit einer kleinen Apsis im Osten.[18]
- In Mehrin befinden sich die Ruine eines Herrenhauses der Familie von Kalben aus dem Jahre 1747 und eine ehemalige Burganlage.
- Auf dem Dolchauer Berg, 1½ Kilometer westlich von Mehrin steht ein Denkmal mit Namenstafeln für die Gefallenen des Ersten und Zweiten Weltkriegs der Gemeinden Beese, Mehrin, Vienau und Dolchau.[19]